# Kondensator elektroenergetyczny
Kondensator elektroenergetyczny – kondensator dużej mocy w porównaniu z kondensatorem elektronicznym. Standardowo wykonywane były z tzw. zwijek. Zwijka, zwana też elementem kondensatorowym, składa się z nawiniętego zespołu okładzin i warstw dielektryka. W kondensatorach cylindrycznej stosuje się jedną zwijkę cylindryczną. W kondensatorach prostopadłościennych znajduje się pewna ilość zwijek płaskich połączonych ze sobą i z zaciskami w sposób odpowiedni do funkcji kondensatora.

## Zastosowanie
Kondensatory znajdują szerokie zastosowanie w elektroenergetyce. Używane są między innymi do:
- poprawy współczynnika mocy
- kompensacja reaktancji indukcyjnej linii przesyłowej
- regulacji napięcia sieci elektroenergetycznej
- sprzęgania urządzeń łączności wysokiej częstotliwości (ETN) z liniami przesyłowymi
- dzielników napięcia
- kompensacja mocy biernej, symetryzacja urządzeń i generacja mocy wysokiej częstotliwości w urządzeniach elektrotermicznych
- filtrów napięcia przemiennego
- układów pomiarowych
- wytwarzania impulsów
- rozruchu i pracy silników indukcyjnych
- komutacji, tłumienia, filtracji napięcia w silnoprądowej technice półprzewodnikowej (energoelektronice)
- ochrony przeciwprzepięciowej